# Arthur Pigou
Arthur Cecil Pigou (ur. 18 listopada 1877 w Ryde, zm. 7 marca 1959 w Cambridge) – ekonomista brytyjski, profesor ekonomii politycznej na University of Cambridge.

## Życiorys
Studiował historię i ekonomię w Cambridge. Był uczniem Alfreda Marshalla i w 1908 objął po nim katedrę ekonomii politycznej na University of Cambridge, gdzie wykładał do roku 1943.
Prekursor neoklasycznej ekonomii dobrobytu, rozwinął problem rozróżnienia między użytecznością społeczną a użytecznością indywidualną, tworząc podstawy analizy neoklasycznej w zakresie uzasadnienia interwencji państwa ze względu na zjawisko tzw. efektów zewnętrznych. Zaproponował rozwiązanie problemu negatywnych efektów zewnętrznych poprzez wprowadzenie specjalnego opodatkowania, znanego obecnie jako podatek Pigou. Jest także uważany za twórcę pojęcia „kapitał ludzki”
Opublikował ponad dwadzieścia książek i esejów dotyczących nie tylko ekonomii, ale i również ekonomiki obrony oraz ekonomiki ochrony środowiska.

## Wybrane publikacje
- Wealth and Welfare (Bogactwo i dobrobyt 1912)
- The Economics of the Welfare (Ekonomika dobrobytu 1920)
- Industrial Fluctuations (1913)
- The Political Economy of War (Ekonomia polityczna wojny 1921)
- Theory of Unemployment (1933)
- Employment and Equilibrium (1943)
- Socialism versus Capitalism (1937)
- Income: An Introduction to Economics (1946)